# Mistrovství Evropy juniorů ve sportovním lezení 2015
Mistrovství Evropy juniorů ve sportovním lezení 2015 (anglicky: European Youth Championships) se uskutečnilo již po čtvrté, ve dvou termínech jako součást Evropského poháru juniorů ve sportovním lezení. 12.-14. června v britském Edinburghu proběhlo MEJ v obtížnost a rychlost a 21.-22. července ve francouzském L'Argentière la Bessée MEJ v boulderingu. V Innsbrucku a Chamonix proběhl také jedenáctý ročník Mistrovství Evropy ve sportovním lezení, Mistrovství světa juniorů se konalo v září v italském Arcu, v polských Katovicích proběhlo Akademické mistrovství Evropy ve sportovním lezení. Mistrovství Evropy v ledolezení se v roce 2015 nekonalo.

## Průběh závodů
Kvalifikace v boulderingu proběhla na osmi závodních profilech, kde se bodoval počet pokusů na Top a počet pokusů na bonusovou zónu, nejlepších osm finalistů závodilo na čtyřech závodních profilech.
V lezení na obtížnost se dvě skupiny závodníků postupně vystřídaly na dvou kvalifikačních cestách, do semifinále s jednou závodní cestou postoupilo 26 nejlepších závodníků, finálovou cestu lezlo osm finalistů. Bodovaným kritériem byl nejvyšší (po dobu dvou sekund) dosažený chyt, případně další pohyb z chytu.
V lezení na rychlost rozhodly nejlepší časy v kvalifikaci na standardní cestě o pořadí závodníků do osmifinálového vyřazovacího pavouka dvojic, ve finále se ještě bojovalo o první a třetí místo.

### Češi na ME
Matěj Burian zde získal zlatou medaili v lezení na rychlost v kategorii B, dosud jedinou českou medaili na Mistrovství Evropy juniorů ve sportovním lezení a stal se i prvním českým juniorským mistrem Evropy v lezení na rychlost.

### Výsledky juniorů a juniorek
| obtížnost         | obtížnost               | rychlost            | rychlost             | bouldering        | bouldering         |
| ----------------- | ----------------------- | ------------------- | -------------------- | ----------------- | ------------------ |
| junioři           | juniorky                | junioři             | juniorky             | junioři           | juniorky           |
| 1. Hannes Puman   | 1. Jessica Pilz         | 1. Alexandr Šikov   | 1. Patrycja Chudziak | 1. Anže Peharc    | 1. Staša Gejo      |
| 2. Dimitri Vogt   | 2. Anak Verhoeven       | 2. Georgy Artamonov | 2. Yana Lugovenko    | 2. Hamish Potokar | 2. Jessica Pilz    |
| 3. Fedir Samoilov | 3. Julia Fiser          | 3. Ludovico Fossali | 3. Aurelia Sarisson  | 3. Kentin Boulay  | 3. Margaux Pucheux |
|                   |                         |                     |                      |                   |                    |
| 12. Martin Jech   | 20. Veronika Scheuerová | 9. Jan Kříž         | —                    | 29. Martin Kuhnel | —                  |
| 8 finalistů       | 8 finalistek            | 4 finalisté         | 4 finalistky         | 8 finalistů       | 8 finalistek       |
| 21 semifinalistů  | 21 semifinalistek       | 8 semifinalistů     | 8 semifinalistek     | bez semifinále    | bez semifinále     |
| 21 juniorů        | 21 juniorek             | 13 juniorů          | 13 juniorek          | 32 juniorů        | 27 juniorek        |

### Výsledky chlapců a dívek v kategorii A
| obtížnost          | obtížnost         | rychlost               | rychlost                | bouldering                 | bouldering           |
| ------------------ | ----------------- | ---------------------- | ----------------------- | -------------------------- | -------------------- |
| chlapci            | dívky             | chlapci                | dívky                   | chlapci                    | dívky                |
| 1. Stefano Carnati | 1. Janja Garnbret | 1. Lev Rudatskiy       | 1. Darja Kanová         | 1. Aidan Roberts           | 1. Janja Garnbret    |
| 2. Hugo Parmentier | 2. Alina Ring     | 2. Ilia Popov          | 2. Elizaveta Ivanova    | 2. Baptiste Ometz          | 2. Franziska Sterrer |
| 3. William Bosi    | 3. Asja Gollo     | 3. Kostiantyn Pavlenko | 3. Ekaterina Barashchuk | 3. Jules Nicouleau Bourles | 3. Iuliia Panteleeva |
|                    |                   |                        |                         |                            |                      |
| 7. Jakub Konečný   | —                 | 8. Pavel Krutil        | —                       | —                          | —                    |
| 14. Vojtěch Trojan | —                 | 9. Adam Smiga          | —                       | —                          | —                    |
| 23. Vojtěch Vlk    | —                 | —                      | —                       | —                          | —                    |
| 30. Jan Kendík     | —                 | —                      | —                       | —                          | —                    |
| 8 finalistů        | 8 finalistek      | 4 finalisté            | 4 finalistek            | 8 finalistů                | 8 finalistek         |
| 26 semifinalistů   | 26 semifinalistek | 8 semifinalistů        | 8 semifinalistek        | bez semifinále             | bez semifinále       |
| 31 chlapců         | 30 dívek          | 10 chlapců             | 12 dívek                | 33 chlapců                 | 29 dívek             |

### Výsledky chlapců a dívek v kategorii B
| obtížnost                        | obtížnost             | rychlost          | rychlost             | bouldering        | bouldering           |
| -------------------------------- | --------------------- | ----------------- | -------------------- | ----------------- | -------------------- |
| chlapci                          | dívky                 | chlapci           | dívky                | chlapci           | dívky                |
| 1. Mikel Asier Linacisoro Molina | 1. Mia Krampl         | 1. Matěj Burian   | 1. Elena Krasovskaia | 1. Petar Ivanov   | 1. Giorgia Tesio     |
| 2. Léo Ferrera                   | 2. Viktoriia Meshkova | 2. Petr Zemliakov | 2. Irina Varik       | 2. Filip Schenk   | 2. Elena Krasovskaia |
| 3. Pietro Biagini                | 3. Giorgia Tesio      | 3. Timur Yamaliev | 3. Karina Gareeva    | 3. Matteo Manzoni | 3. Pyrene Santal     |
|                                  |                       |                   |                      |                   |                      |
| —                                | 7. Eliška Adamovská   | —                 | 12. Hana Křížová     | —                 | —                    |
| —                                | 20. Lenka Slezaková   | —                 | —                    | —                 | —                    |
| 8 finalistů                      | 8 finalistek          | 4 finalistů       | 4 finalistek         | 8 finalistů       | 8 finalistek         |
| 26 semifinalistů                 | 26 semifinalistek     | 8 semifinalistů   | 8 semifinalistek     | bez semifinále    | bez semifinále       |
| 33 chlapců                       | 34 dívek              | 10 chlapců        | 12 dívek             | 27 chlapců        | 30 dívek             |

### Medaile podle zemí
| pořadí | stát               | Zlatá medaile | Stříbrná medaile | Bronzová medaile | celkem |
| ------ | ------------------ | ------------- | ---------------- | ---------------- | ------ |
| 1.     | Rakousko           | 1             | 1                | 1                | 3      |
| 2.     | Rusko              | 1             | 1                | 0                | 2      |
| 3.     | Švédsko            | 1             | 0                | 0                | 1      |
| 3.     | Polsko             | 1             | 0                | 0                | 1      |
| 3.     | Slovinsko          | 1             | 0                | 0                | 1      |
| 3.     | Srbsko             | 1             | 0                | 0                | 1      |
| 7.     | Ukrajina           | 0             | 1                | 1                | 2      |
| 8.     | Švýcarsko          | 0             | 1                | 0                | 1      |
| 8.     | Belgie             | 0             | 1                | 0                | 1      |
| 8.     | Spojené království | 0             | 1                | 0                | 1      |
| 11.    | Francie            | 0             | 0                | 3                | 3      |
| 12.    | Itálie             | 0             | 0                | 1                | 1      |

### Zúčastněné země
| Junioři (dle nejlepšího závodníka) | Junioři (dle nejlepšího závodníka) | Junioři (dle nejlepšího závodníka) | Junioři (dle nejlepšího závodníka) | Junioři (dle nejlepšího závodníka) | Junioři (dle nejlepšího závodníka) | Junioři (dle nejlepšího závodníka) |
|                                    | obtížnost                          | obtížnost                          | rychlost                           | rychlost                           | bouldering                         | bouldering                         |
| muži                               | ženy                               | muži                               | ženy                               | muži                               | ženy                               |                                    |
| ---------------------------------- | ---------------------------------- | ---------------------------------- | ---------------------------------- | ---------------------------------- | ---------------------------------- | ---------------------------------- |
| 1.                                 | neznámá vlajka                     | neznámá vlajka                     | neznámá vlajka                     | neznámá vlajka                     | neznámá vlajka                     | neznámá vlajka                     |
| 2.                                 | neznámá vlajka                     | neznámá vlajka                     | neznámá vlajka                     | neznámá vlajka                     | neznámá vlajka                     | neznámá vlajka                     |
| 3.                                 | neznámá vlajka                     | neznámá vlajka                     | neznámá vlajka                     | neznámá vlajka                     | neznámá vlajka                     | neznámá vlajka                     |
| 4.                                 | neznámá vlajka                     | neznámá vlajka                     | neznámá vlajka                     | neznámá vlajka                     | neznámá vlajka                     | neznámá vlajka                     |
| 5.                                 | neznámá vlajka                     | neznámá vlajka                     | neznámá vlajka                     | neznámá vlajka                     | neznámá vlajka                     | neznámá vlajka                     |
| 6.                                 |                                    |                                    |                                    |                                    |                                    |                                    |
| 7.                                 |                                    |                                    |                                    |                                    |                                    |                                    |
| 8.                                 |                                    |                                    |                                    |                                    |                                    |                                    |
| 9.                                 |                                    |                                    |                                    |                                    |                                    |                                    |
| 10.                                |                                    |                                    |                                    |                                    |                                    |                                    |
| 11.                                |                                    |                                    |                                    |                                    |                                    |                                    |
| 12.                                |                                    |                                    |                                    |                                    |                                    |                                    |
| 13.                                |                                    |                                    |                                    |                                    |                                    |                                    |
| 14.                                |                                    |                                    |                                    |                                    |                                    |                                    |
| 15.                                |                                    |                                    |                                    |                                    |                                    |                                    |
| 16.                                |                                    |                                    |                                    |                                    |                                    |                                    |
|                                    |                                    |                                    |                                    |                                    |                                    |                                    |